# Desossimetasone
Il desossimetasone è una molecola di tipo steroide, un derivato fluorato sintetico, dotato di elevata lipofilia e, come tale, risulta efficace nel trattamento topico. In molti paesi viene commercializzato con il nome di Topicort, nella forma farmaceutica di crema.

## Farmacodinamica
Il desossimetasone si caratterizza per una spiccata attività antinfiammatoria, antiallergica, antipruriginosa e vasocostrittiva.
Nelle preparazioni in crema il principio attivo viene generalmente disperso in un veicolo emolliente e idratante che ne favorisce l'attività e l'efficacia a livello cutaneo locale.
Desossimetasone riduce l'infiammazione stabilizzando le membrane lisosomiali dei leucociti, prevenendo da essi il rilascio di enzimi distruttivi (ad esempio idrolasi acide), inibendo la migrazione di macrofagi verso le zone sede di flogosi, riducendo l'adesione dei leucociti all'endotelio capillare, riducendo la permeabilità capillare quindi la formazione di edema.

Altre azioni mediate dalla molecola comprendono una diminuzione dei componenti del complemento, l'antagonizzazione dell'attività dell'istamina e del rilascio di chinina dai substrati, l'inibizione della proliferazione dei fibroblasti, della deposizione di collagene e della conseguente formazione di tessuto cicatriziale.

## Farmacocinetica
L'applicazione di desossimetasone con bendaggio occlusivo su cute integra causa un assorbimento sistemico del 5% circa. La penetrazione percutanea dei corticosteroidi a seguito di applicazione topica varia da individuo ad individuo. Le aree cutanee in cui l'assorbimento sembra avvenire in modo più rilevante sono lo scroto, le ascelle, le palpebre ed il viso, il cuoio capelluto e la cute di avambraccio, ginocchio, gomiti e palmo delle mani.
In particolare l'applicazione su grandi superfici corporee, ricorrendo alla tecnica del bendaggio occlusivo, o per periodi di tempo prolungato, può comportare l'assorbimento per via epicutanea di percentuali maggiori del principio attivo e produrre effetti sistemici.
Nell'organismo la quota di farmaco assorbita viene inattivata, attraverso diversi processi metabolici, principalmente nella ghiandola epatica. L'emivita del composto, veicolato attraverso la crema, si aggira tra le 15 e le 17 ore.
Desossimetasone ed i suoi metaboliti, come avviene per altri corticosteroidi utilizzati topicamente, sono escreti dall'organismo attraverso l'emuntorio renale ed in misura minore tramite la bile.

## Tossicologia
Studi sperimentali eseguiti sui ratti hanno messo in evidenza valori di DL50 pari a 1495±305 mg/kg peso corporeo.

## Usi clinici
Il farmaco trova indicazione nel trattamento di malattie cutanee di varia natura (dermatiti da contatto, eczema seborroico dell'adulto e del lattante, eczema varicoso, eritema solare, psoriasi, disidrosi, prurito generalizzato, prurito anogenitale, intertrigine).

## Effetti collaterali e indesiderati
In corso di terapia possono manifestarsi sensazione di bruciore e irritazione locale, prurito, secchezza della cute, atrofia cutanea, eruzione simile ad eritema multiforme.
È possibile che si manifesti anche ipopigmentazione, eruzione acneica, dermatite allergica da contatto, macerazione cutanea, follicolite e infezione secondaria e reazioni da ipersensibilità.

## Controindicazioni
Il farmaco è controindicato nei soggetti con ipersensibilità individuale nota al principio attivo, molecole chimicamente correlate, oppure ad uno qualsiasi degli eccipienti contenuti nella formulazione farmaceutica.

## Dosi terapeutiche
Il desossimetasone è impiegato per applicazioni cutanee in forma di crema, gel o unguento a concentrazioni variabili tra lo 0,05% e lo 0,25% due volte al giorno. Il prodotto deve essere steso in quantità sufficiente a ricoprire la zona cutanea interessata, quindi si procede con un delicato massaggio fino al completo assorbimento.